# Csinovnyik
A csinovnyik az orosz cári tisztviselő, akinek a típusát Nyikolaj Vasziljevics Gogol tette halhatatlanná  A köpönyeg című művében.

## Jellemzése
A csinovnyikok jellegzetes orosz hivatalnokok voltak, akik semmihez sem értettek, de szolgálati idejük bőven elegendő volt a magas összegű nyugdíjhoz. 
A csinovnyik kiszolgáltatott, szegény, szorgalmas, hétköznapi figura. Ő testesíti meg az "elgépiesedett kisembert", akinek nincsenek emberi kapcsolatai, csak a munkájának él. Gogol művében a csinovnyiknak a köpönyeg a kizárólagos életcélja: megelégszik azzal, hogy - hosszas tépelődés után - 
köpönyeget készíttet magának.

## A szó mai használata
Ma ezt a szót pejoratív értelemben, a lélektelen bürokrata típusára szokás használni.